# Sysfs
sysfs — виртуальная файловая система в операционной системе Linux. Экспортирует в пространство пользователя информацию ядра Linux о присутствующих в системе устройствах и драйверах. Впервые появилась в ядре версии 2.6. Необходимость создания была вызвана устаревшей системой работы ядра с устройствами.

## Структура
Структура sysfs отражает различные структуры данных ядра. Названия подкаталогов /sys следующие:

### devices/
полностью соответствует внутреннему дереву устройств ядра, а символические ссылки в подкаталогах (когда они есть, разумеется) указывают на шину устройства, принадлежность его к определённому классу, соответствующий загруженный драйвер и т. п. Дерево может быть достаточно сложным и отражает связь между устройствами.

### bus/
представляет собой перечень шин, зарегистрированных в ядре. Каталог каждой шины содержит подкаталоги devices/ и drivers/. Причём, devices/ — это символьные ссылки на каталоги всех устройств, описанных в системе (реально расположенных в /sys/devices/…).

### drivers/
каталоги драйверов, загруженных для устройств, присутствующих на данной шине. Каждый такой каталог содержит, как минимум, пару файлов-атрибутов bind и unbind, предназначенных для управления драйвером, а когда драйвер обнаруживает «своё» устройство, то в каталоге появляется символьная ссылка на каталог этого устройства.

### block/
содержит каталоги всех блочных устройств, присутствующих в настоящее время в системе. В данном случае под устройством понимается совокупность физического устройства и драйвера. То есть, если при подключении USB-драйва некоторое новое устройство в /sys/devices/ появится всегда (можно говорить о наличии физического устройства), то появление каталога /sys/block/sda зависит ещё и от наличия в памяти необходимых драйверов (usb-storage, sd_mod и т. д. — включая все драйверы, необходимые для поддержки usb).

### class/
отражает группировку устройств в классы. Всякое подключенное устройство создаст новый подкаталог в дереве /sys/class. Как и в предыдущем случае, подразумевается наличие и устройства, и его драйвера.